# Carrie Nilsson
Carrie Kristina Maria Nilsson Wojens, känd som Carrie Nilsson, född 5 juni 1928 i Tranås, död 1 april 2025 i Stockholm, var en svensk operasångerska och sångpedagog.
Nilsson, som var dotter till köpman Gustav Nilsson och Nanna Larsson, avlade realexamen 1945, studerade sång för Ragnar Hultén vid Kungliga Musikhögskolan 1951–1956 och vid Operaskolan 1954–1956. Hon innehade operastipendium 1956–1958 och var engagerad vid Kungliga Teatern 1958–1961. Hon gästspelade vid Riksteatern 1963, i Oslo 1964 och i Aarhus 1965. Efter att ha avlagt sångpedagogexamen 1967 var hon verksam som sångpedagog från 1968. Carrie Nilsson är gravsatt på Norra begravningsplatsen utanför Stockholm.